# Clio (muze)
Clio of Kleio (Oudgrieks: Κλειώ,  Kleiô) is een van de negen muzen uit de Griekse mythologie. Haar naam betekent 'verkondigende'. Ze is de muze van de verheerlijking door het gezang, die van de geschiedschrijving en ook van het heldendicht. Haar attributen zijn een boekrol of een kist met boeken. Ze schreef de namen en daden van grote helden in de wereld op, en bewaarde die. Af en toe wordt ze ook met een wateruurwerk afgebeeld. Dat staat symbool voor de tijd die loopt. Net zoals haar acht zusters is ze de dochter van de oppergod Zeus en de Titane Mnemosyne. Clio baarde een zoon, Hyacinthus. Zijn vader was de koning van Macedonië, Pierus. Ze wordt ook afgebeeld met een boekrol en een griffel, zittend aan tafel.

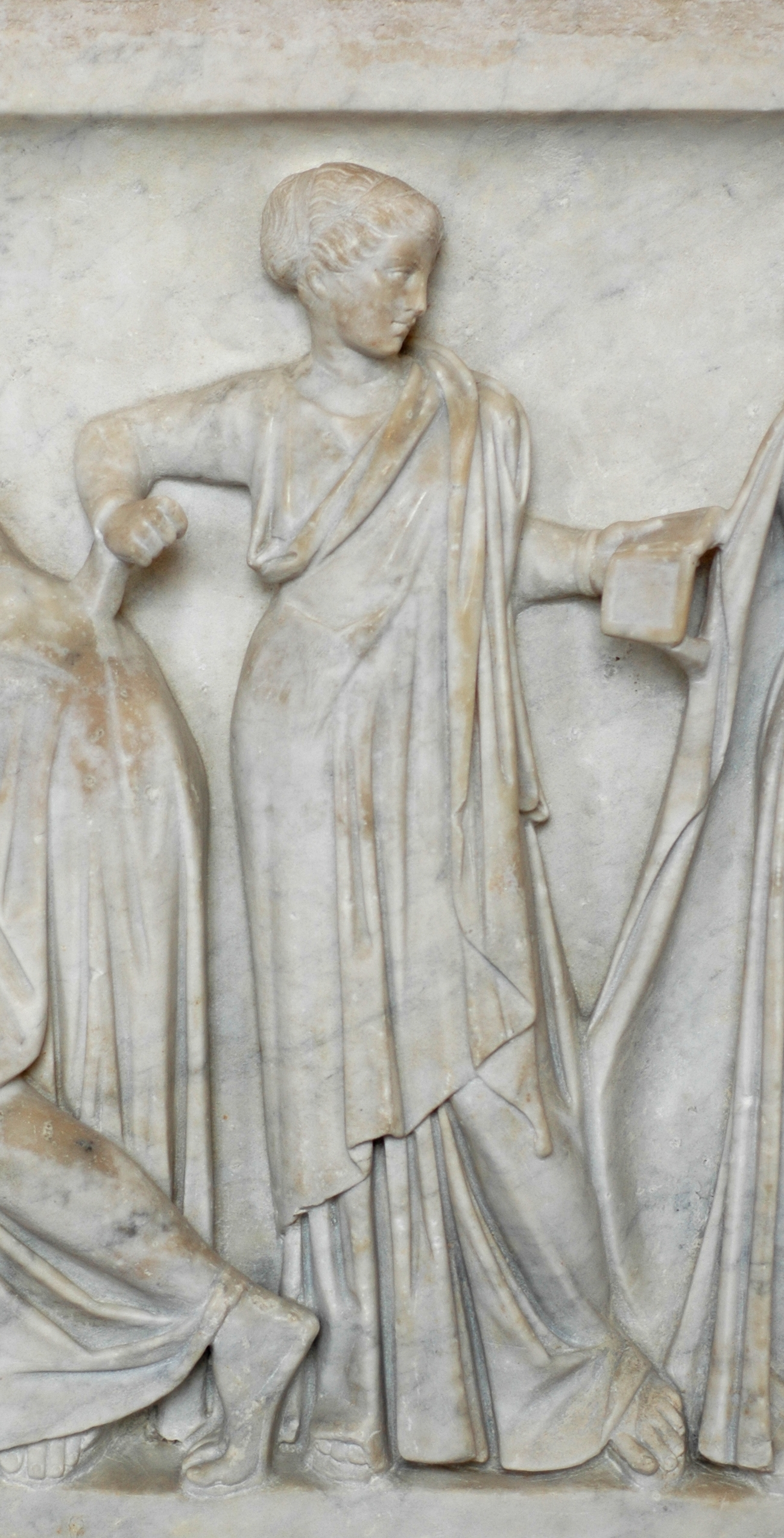
Clio op de zogenaamde “Muses Sarcophagus” (2e eeuw n.Chr.), Louvre
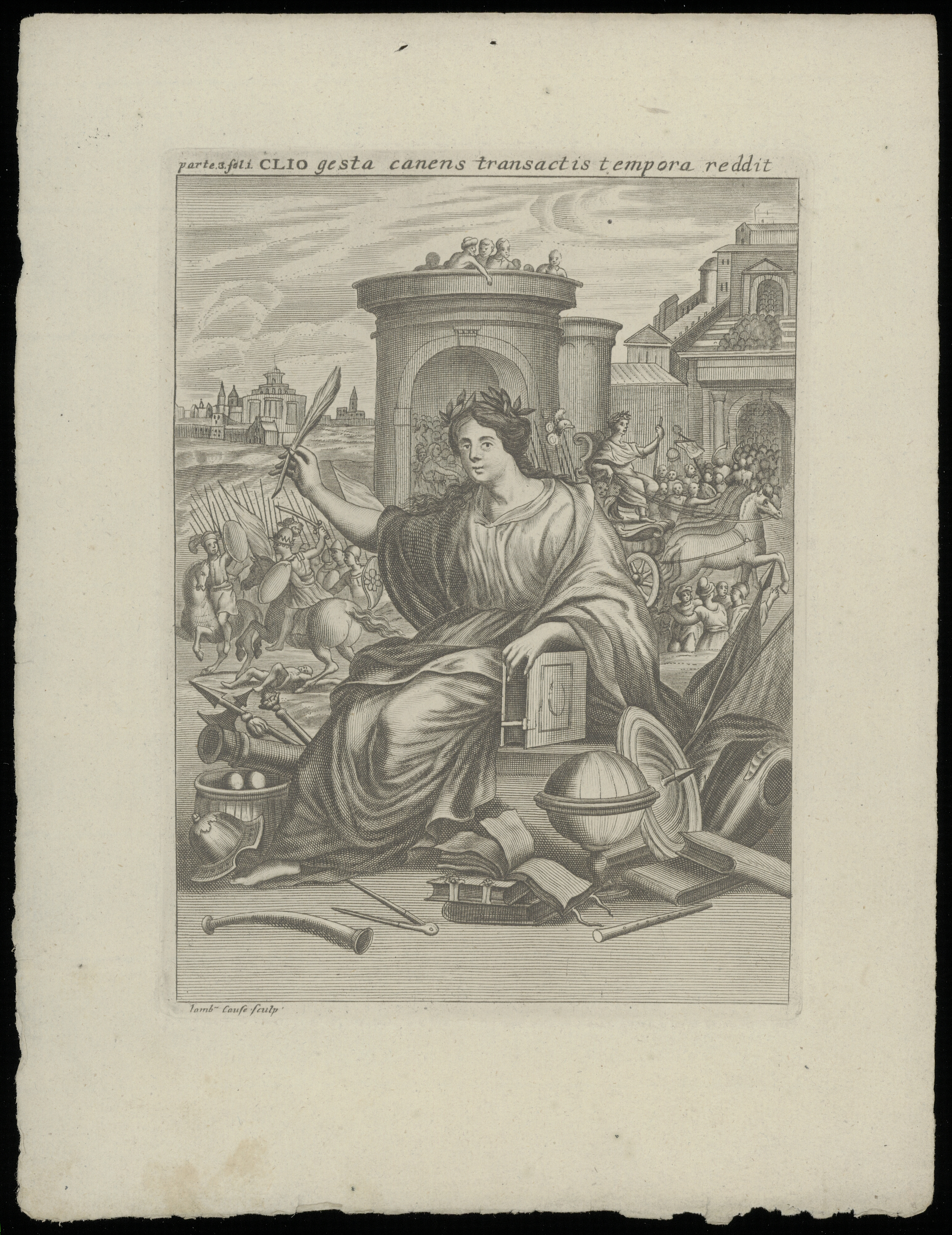
Print van de afbeelding van Clio (16e-17e eeuw) , Universiteitsbibliotheek Gent

## Antieke bronnen
- Apollodorus, Bibliotheca I 3.1, 3.
- Diodorus Siculus, Bibliotheca historica IV 4.
- Hesiodus, Theogonia (passim).

Clio · Erato · Euterpe · Kalliope · Melpomene · Polyhymnia · Terpsichore · Thaleia · Urania